# Claude Bremond
Claude Henri Gabriel Bremond (auch Brémond geschrieben; * 1. März 1929 in Saint-Ouen, Loir-et-Cher; † 20. Januar 2021 in Bourg-la-Reine) war ein französischer Semiotiker und Erzählforscher.

## Leben
Nach dem Abschluss seines Studiums der Soziologie an der Sorbonne promovierte Bremond 1972 ebendort mit der Arbeit Logique du récit (dt.: „Logik der Erzählung“), die im darauffolgenden Jahr veröffentlicht wurde und sein Hauptwerk auf dem Gebiet der Semiotik ist. Von 1979 bis 1994 bekleidete er die Position eines Directeur d'études an der École des hautes études en sciences sociales (EHESS), die einer Professur gleichwertig ist. Zugleich leitete er am Centre national de la recherche scientifique (CNRS) eine Forschungsgruppe, die sich mit den Texten aus Tausendundeiner Nacht auseinandersetzte.
Bremond hat zahlreiche Veröffentlichungen zur arabisch-orientalischen Erzählliteratur vorgelegt.

## Schriften (Auswahl)
- Le message narratif. In: Communications, 1964, Nr. 4, S. 4–32.
- La logique des possibles narratifs. In: Communications, 1966, Nr. 8.
- Logique du récit (= Collection Poétique. Band 8). Éditions du Seuil, Paris 1973, ISBN 2-02-002043-2.
- mit Jacques Le Goff, Jean-Claude Schmitt: L’Exemplum. Brepols, Turnhout 1982, ISBN 2-503-36000-9.
- mit Thomas Pavel: Variations sur le thème. In: Communications, 1988, Nr. 47.
- mit Jacques Berlioz, Catherine Velay-Vallantin: Formes médiévales du conte merveilleux. Stock, Paris 1989.
- mit Thomas Pavel: De Barthes à Balzac., Albin Michel, Paris, 1998, ISBN 2-226-10677-4.
- mit Jamel Eddine Bencheikh, André Miquel: Mille et un Contes de la nuit (= Bibliothèque des idées). Gallimard, Paris 1991, ISBN 2-07-072176-0 (Bremond: En dec̦à et au-delà d’un Conte. Le devenir des thèmes. S. 79–258).
- Traditions, traductions, trahisons. In: Sylviette Larzul: Les traductions françaises des « Mille et une nuits ». L’Harmattan, 1996.